# Star in the Night
Star in the Night é um filme de drama em curta-metragem estadunidense de 1945 dirigido e escrito por Don Siegel e Saul Elkins. Venceu o Oscar de melhor curta-metragem em live-action: 2 bobinas na edição de 1946.

## Elenco
- J. Carrol Naish - Nick Catapoli
- Donald Woods - Hitchhiker
- Rosina Galli - Rosa Catapoli
- Anthony Caruso - José Santos
- Lynn Baggett - Maria Santos
- Irving Bacon - Mr. Dilson
- Dick Elliott - Viajante
- Claire Du Brey - Esposa do Viajante
- Virginia Sale - Miss Roberts